# Harklöver
Harklöver (Trifolium arvense) är en ettårig, mjukt hårig ört, i familjen ärtväxter, med upprätt och vanligen rikt grenig stjälk som kan bli upp till tre decimeter hög. Bladen är trefingrade med avlånga småblad. Harklöver blommar från juni till augusti. Blomhuvudena är avlånga gråludna och skaftade. Fodret är långhårigt och har långa foderflikar.
| ”                                                                   | Fältklövern kan väl icke räknas bland prydnadsväxterna, men dess fina och greniga stjelkar, små och stundom helt röda blad och köttröda, ludna blomax gifva den dock en viss täckhet. För de sistnämnde får växten icke sällan heta Harväpling, Harklöver, Hartassar... | „ |
| – C. F. Nyman, Utkast till svenska växternas naturhistoria II, 1868 | |   |